# Королівський палац Портічі
40°48′41″ пн. ш. 14°20′34″ сх. д. / 40.81125° пн. ш. 14.34266667° сх. д.

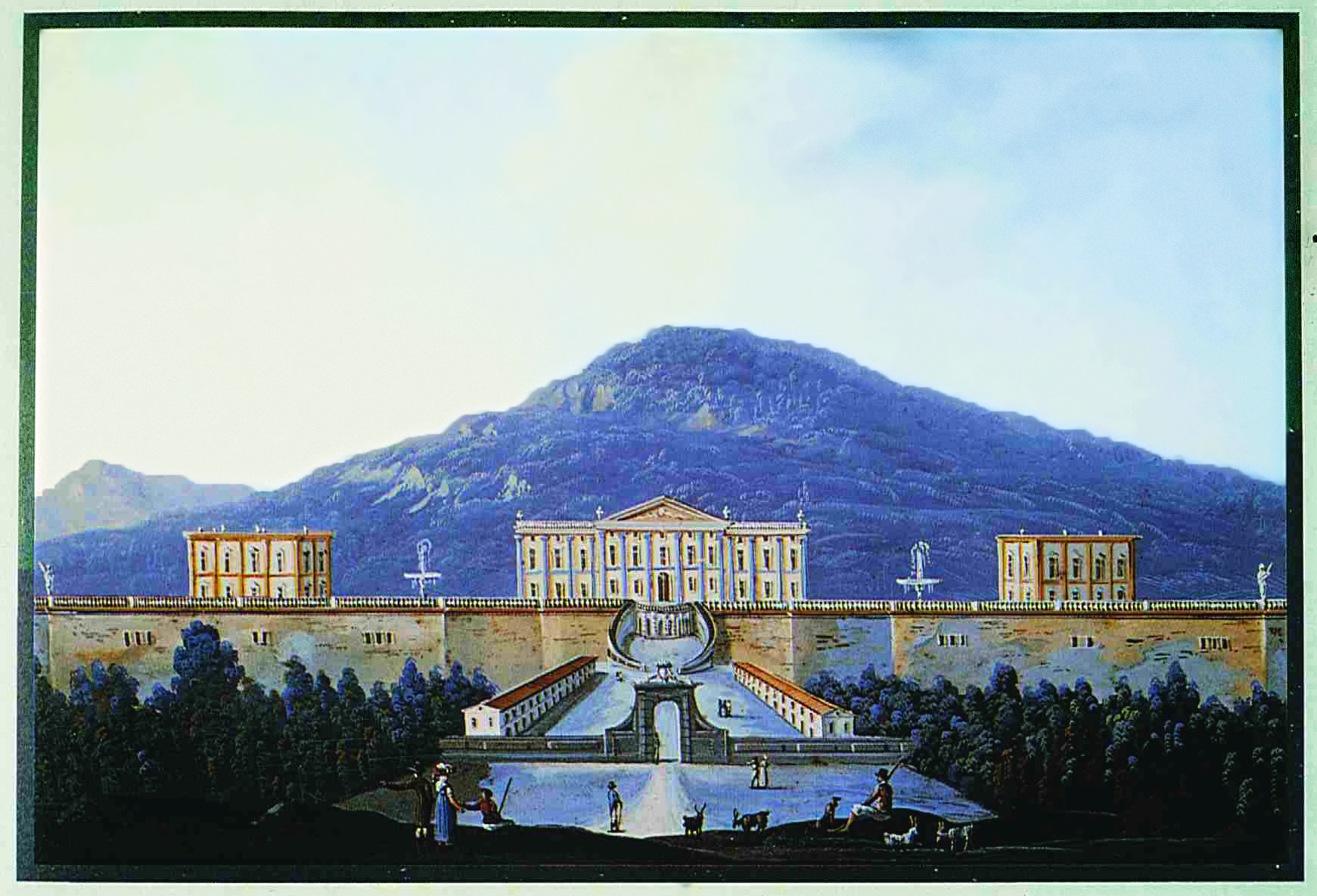
Анонім 18 ст. «Королівський палац Портічі», головний фасад.

Королівський палац Портічі (італ. Reggia di Portici)) — колишня літня резиденція неаполітанського короля на околиці Неаполя.

## Історія створення
Король Неаполя разом із дружиною 1738 року відвідав заміську віллу французького герцога Еммануеля Моріса д'Ельбьофа у Портічі. Молодий король Карло VII був у захваті від краєвидів на вулкан Везувій та на Неаполітанську затоку, що відкривались з дворику і вікон вілли. 1738 року архітектор Антоніо Каневарі отримав від короля замову на проект палацу в Портічі. Архітектор перебував у Португалії, але його викликали до Неаполя. Будівництво за наказом нетерплячого короля розпочали вже наприкінці 1738 року.
Ліворуч від палацу розмістили казарми лейб-гвардії (Caserma delle Guardie Reali).
Декоруванням палацу займалась королева Марія Амалія Саксонська. Проекти декору залів нового палацу доручили створити молодому неаполітанському художнику Джузеппе Боніто (1707—1789). Частка залів була декорована у стилістиці рококо і прикрашена виробами з порцеляни, від котрої шаленіли тоді вельможні особи доби рококо. Королева Марія Амалія Саксонська подбала також про заснування 1743 року порцелянової мануфактури у місціні Каподімонте.
Парк і палац прикрашали також археологічними знахідками, знайденими під час варварські проведених розкопок у Помпеях та у Геркуланумі.

## Опис споруди

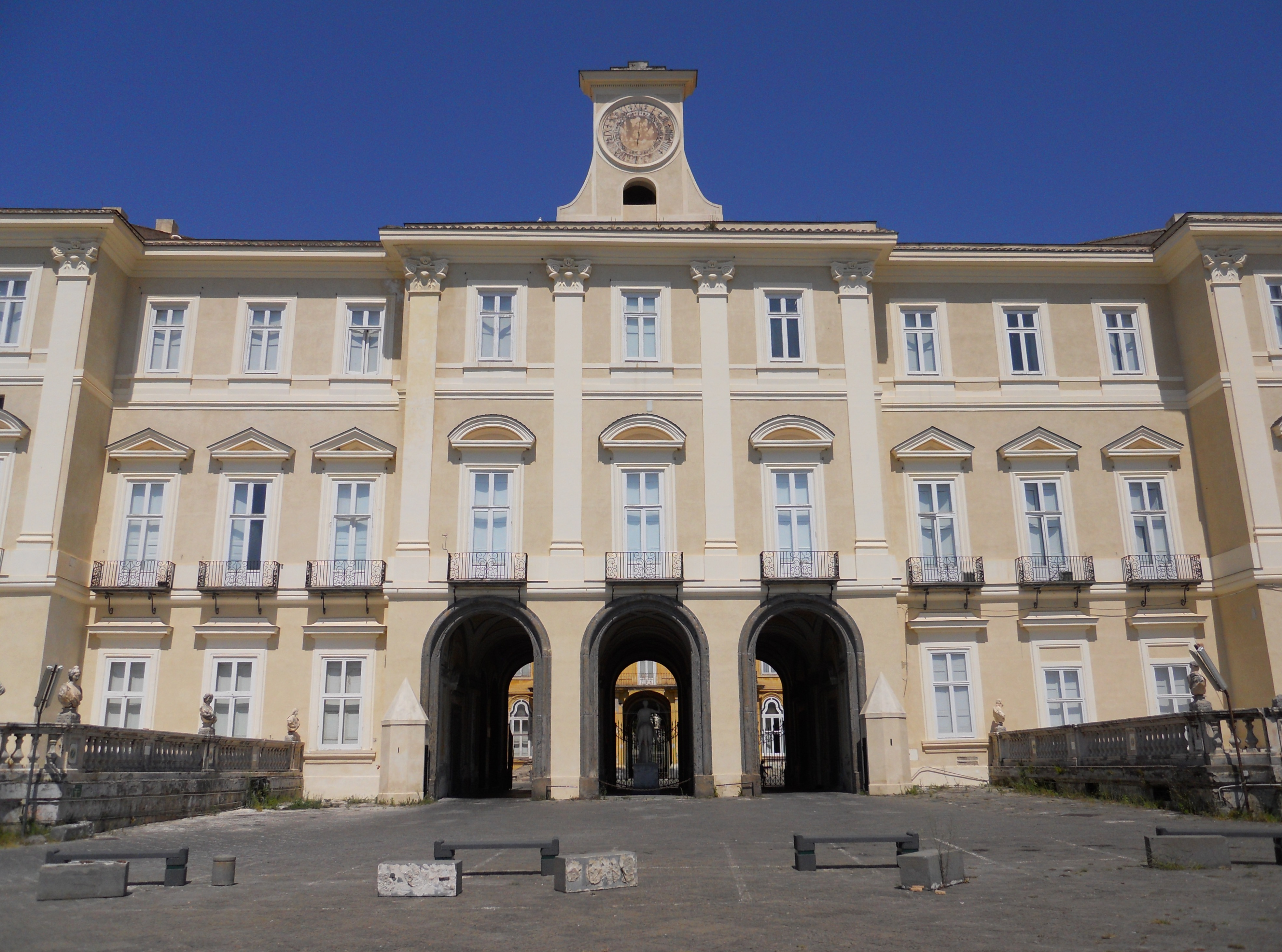
Головний фасад палацу

Королівський палац Портічі був вибудований у стилі пізнього бароко. На видовженій терасі здіймались сам палац і два бічні павільйони. Тераса поєднувалась з почесним двором (курдонером) заокругленими сходами. Курдонер відокремлювали від оточення одноповерхові службові корпуси та парадна брама.

## Припалацовий парк
Парк був створений в перехідній стилістиці від бароко до пейзажного. Парк був поділений на дві частини — верхню і долішню. Його прикрасили фонтанами (Фонтан сирен, фонтан лебедів), амфітеатром та павільйоном короля Карло VII . Первісно парк простягався у бік моря від Пульяно до Гранателло. Один парк простягався на захід у бік Неаполітанської затоки, другий — на схід у бік Везувія. Ділянки парку прикрашали мармурові скульптури, котрі виконав Йосип Канарт.
Серед атракцій парку — власний звіринець короля з тваринами з Африки (два леви, жираф, слон, чотири антилопи) та Латинської Америки (тапір, їжатець). Мета зоопарку короля — вразити екзотикою іноземних дипломатів.

## Подальша доля палацу

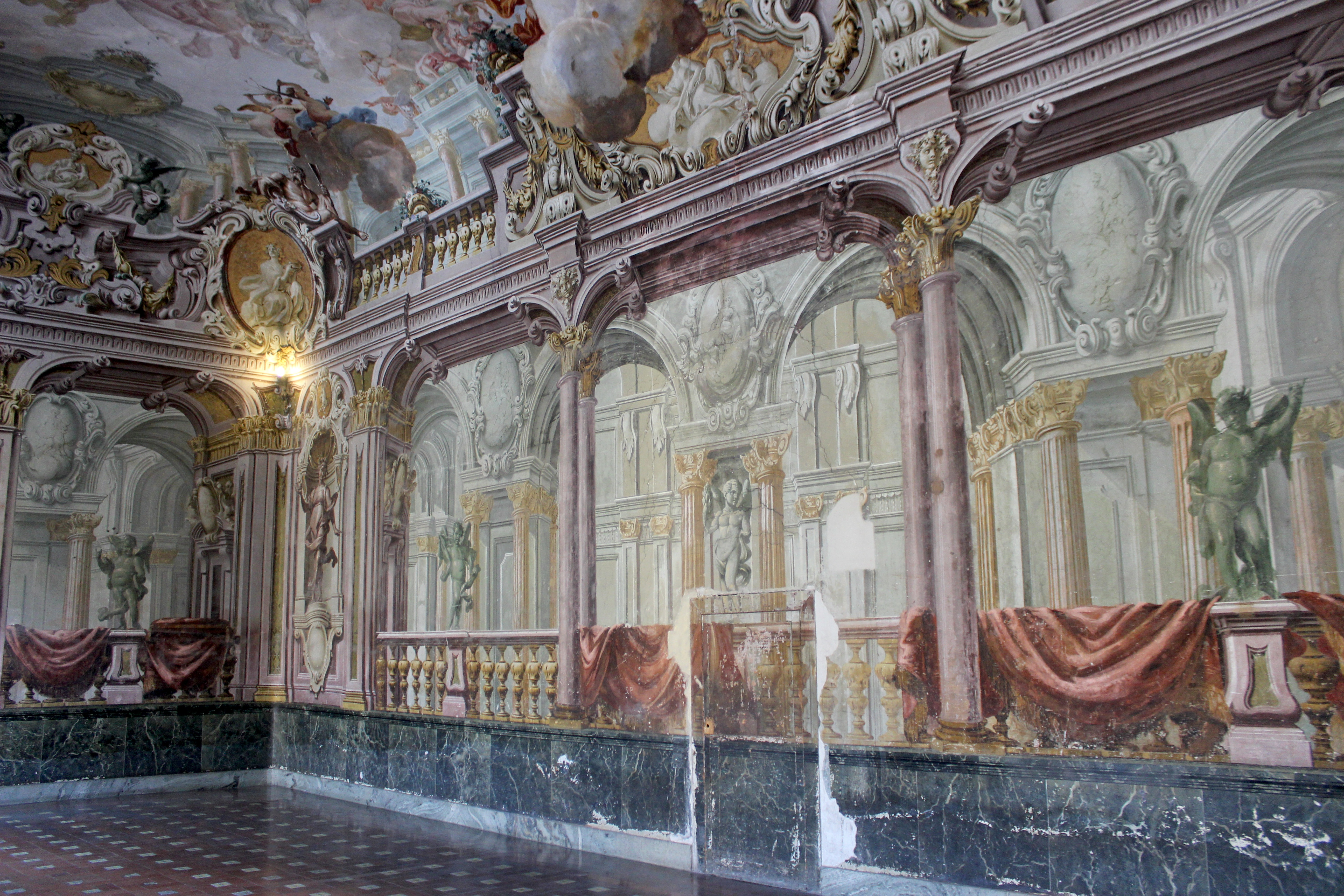
Джузеппе Боніто. «Архітектурні фрески палацу Портічі»

Будівництво нової резиденції короля в Портічі сприяло моді на нову резиденцію. Аби бути ближче до королівської родини, магнатерія Неаполя почала скуповувати земельні ділянки на шляху до палацу, чим помітно підвищила ціни. Виникає низка вельможних вілл, що нагадували парадні споруди поблизу Версалю чи в Петергофі в Російській імперії.
Новий палац виявився замалим для пишного двору короля. По закінченню будівництва в Портічі король охолов до нової літньої резиденції. Слава французької резиденції у Версалі докотилась і до Неаполя. Король зажадав мати таку ж величну, як і у Версалі. Проект нової королівської резиденції, котру запланували вибудувати у місцині Казерта, створив відомий у Неаполі архітектор Луїджі Ванвітеллі (1700—1773). Будівництво нового і розкішного палацу у Казерті тривало з 1752 до 1774 року. Декотрий час палац у Портічі був приватним помешканням для принца Феліпе, старшого сина короля Карла III. Принц Феліпе був розумово відсталим і мешкав у палаці до власної смерті у 1777 році.
Пишний побут королівської резиденції продовжився і надалі при нових володарях. Навесні 1769 року тут урочисто вітали Йосипа II, імператора Священної римської імперії німецької нації. Серед нешляхетних, але уславлених гостей палацу — молодий Вольфганг Амадей Моцарт, що перебував тут 1770 року. 1799 году неаполітанський король Фердинанд наказав обладнати в палаці оперний театр.
Неаполь був захоплений військами Наполеона Бонапарта. Напередодні захоплення королівська родина втекла у Сицилію і навіть встигла вивезти більше шесидесяти (60) валіз і контейнерів з творами мистецтва, котрі вважала найбільш рідкісними і мистецькі вартісними.
Володрем колишнього королівського палацу став наполеонівський генарал Йоахим Мюрат, котрий наказав декорувати декілька залів в стилі ампір та перевіз сюди новомодні французькі меблі. По скорому розвалу військової наполеонівської імперії палац повернувся до родини Бурбонів. В його залах розмістили картинну галерею, де були твори художників Італії, Фландрії, Франції, давньоримські мозаїки з розкопок, античні керамічні вази і бронзові скульптури тощо.
В 19 столітті королівську резиденцію відвідували нечасто. Низка вілл магнатерії у кількості сто двадцять дві (122) відома як Везувіанські вілли.
В 20 столітті парки перетворені на Ботанічний сад, що належить неаполітанському університету Федеріко II (факультет сільського господаоства).

## Галерея

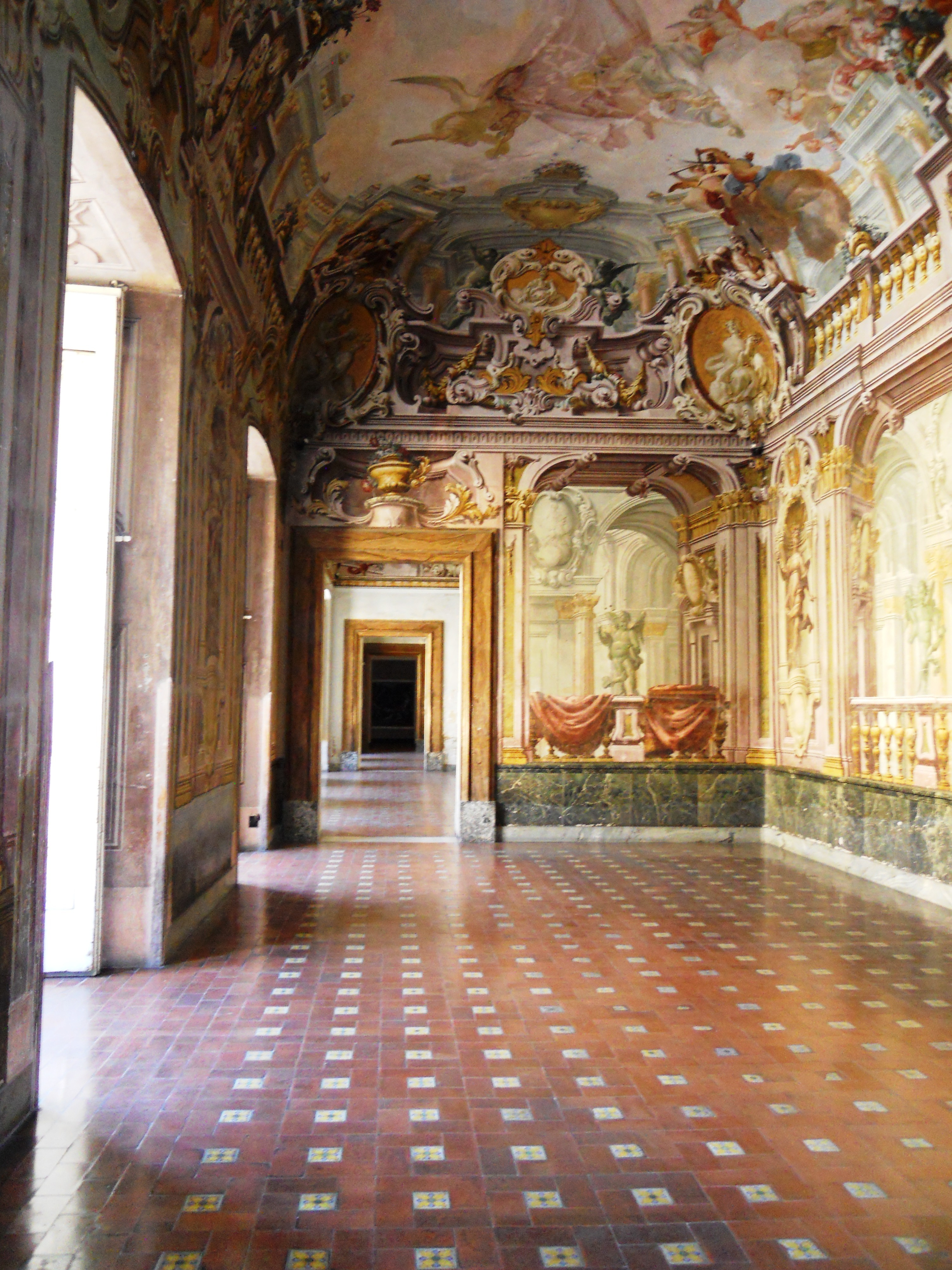
Декоративні архітектурні фрески

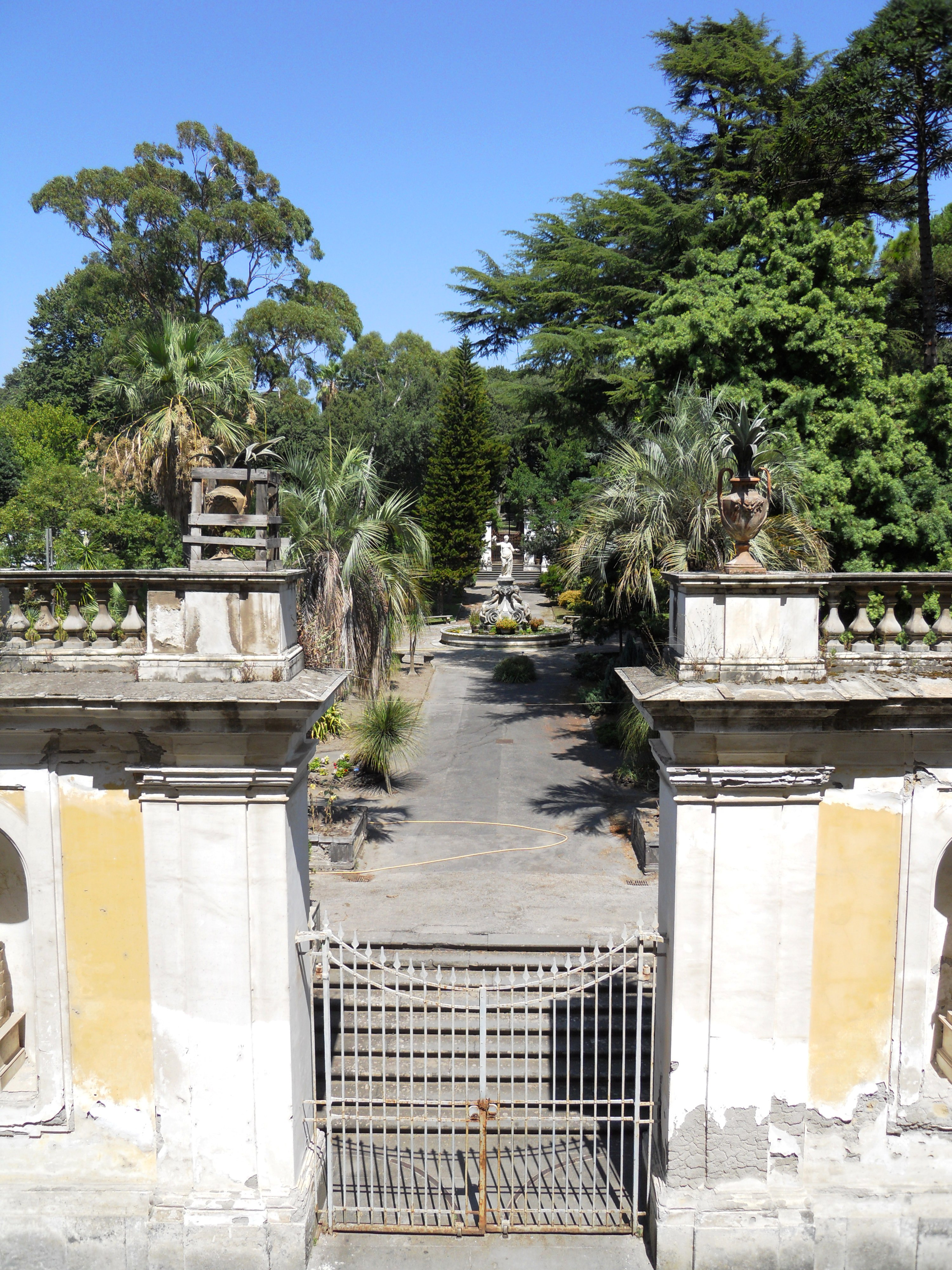
Вхід до саду
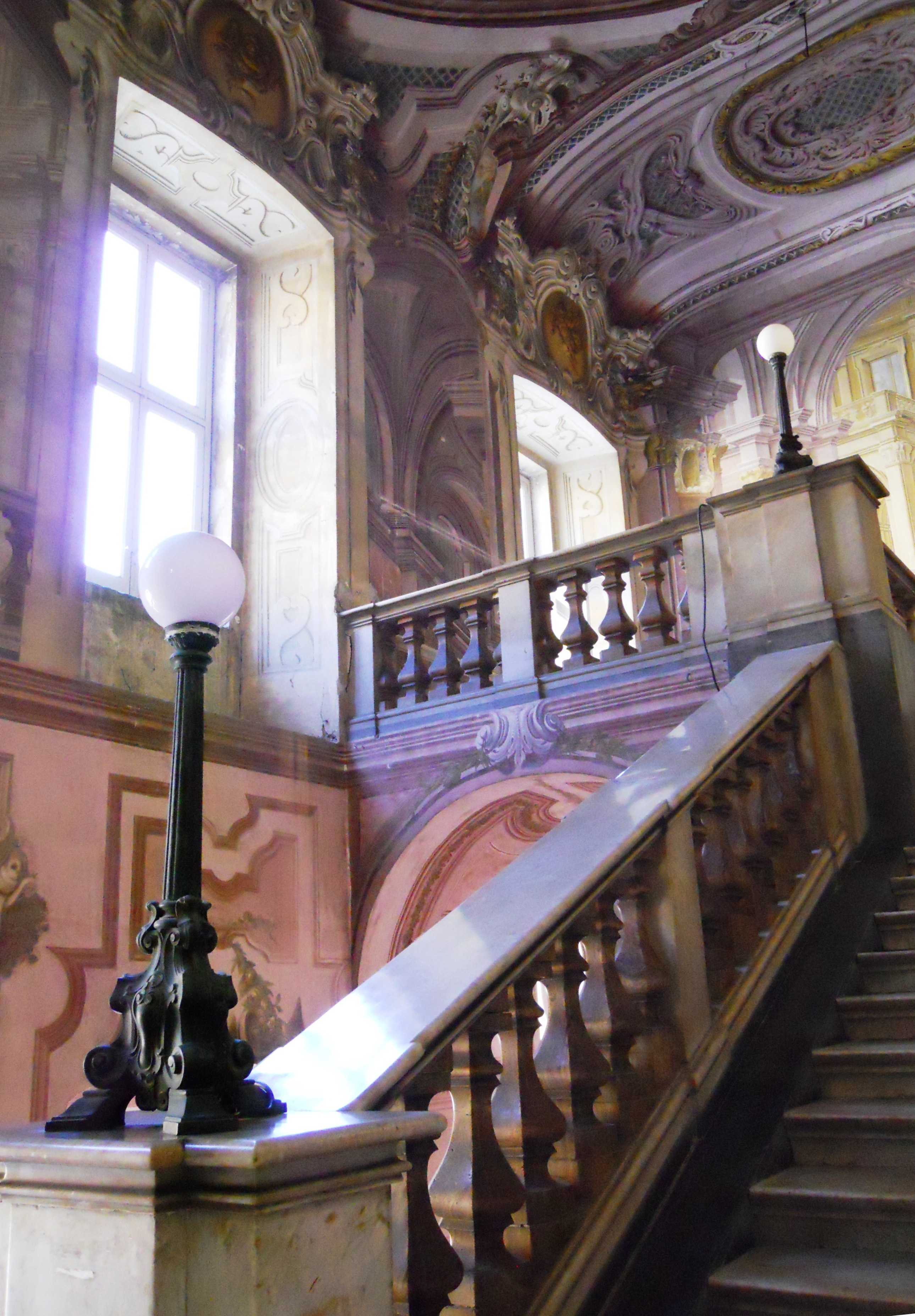
Парадні сходи палацу Портічі
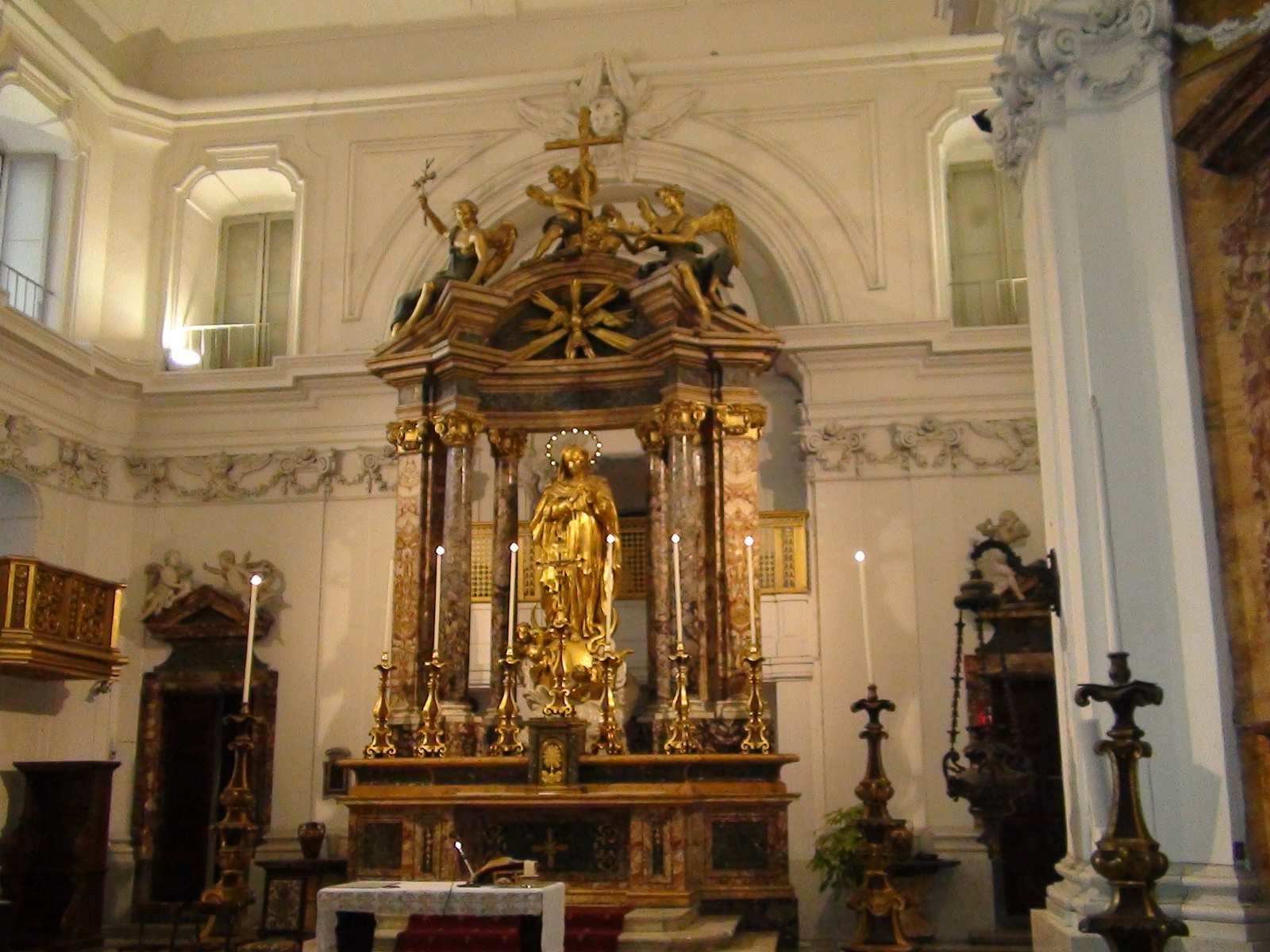
Головний вівтар припалацової каплиці
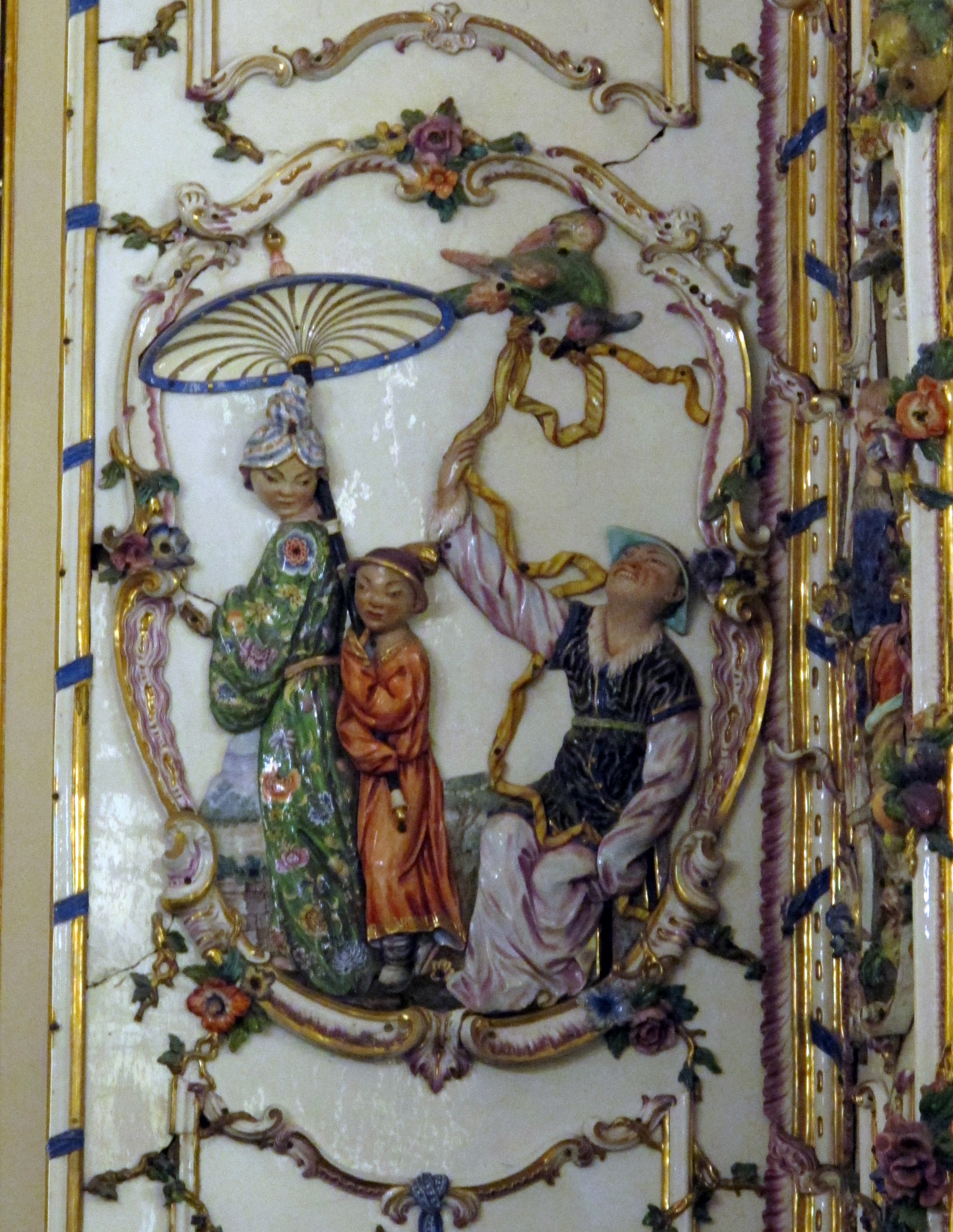
Зала палацу, прикрашена порцеляною в стилі шинуазрі